# Эльмаграби, Ахмед
Ахмед Эльмаграби (англ. Ahmed Elmaghraby, род. 26 апреля 1968, Суэц) — египетский и американский хоккеист (хоккей на траве), полевой игрок. Участник летних Олимпийских игр 1996 года, двукратный чемпион Африки 1983 и 1989 годов.

## Биография
Ахмед Эльмаграби родился 26 апреля 1968 года в египетском городе Суэц.
Начал играть в хоккей на траве в Египте. С 14 лет входил в сборную страны в разных возрастных категориях. Дважды завоёвывал золотые медали чемпионата Африки — в 1983 году в Каире и в 1989 году в Блантайре. На турнире 1989 года был капитаном сборной Египта, стал лучшим снайпером и был признан лучшим игроком.
В 1993 году, получив американское гражданство, стал выступать за сборную США. В 1993 и 1995 годах был победителем Американского олимпийского фестиваля, оба раза став лучшим снайпером турнира.
В 1996 году вошёл в состав сборной США по хоккею на траве на летних Олимпийских играх в Атланте, занявшей 12-е место. Играл в поле, провёл 7 матчей, мячей не забивал.
В течение карьеры провёл за сборные Египта и США 195 матчей.
По окончании игровой карьеры стал тренером молодёжных команд. Работал с «Нью Хейтс» из Нью-Джерси и сборной США по индорхоккею.
Играет за ветеранскую сборную США, участвовал в чемпионате мира.